# Frederick Dana Marsh
Frederick Dana Marsh (1872 – 20 dicembre 1961) è stato un illustratore statunitense.

## Biografia

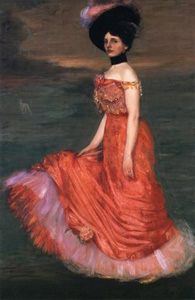
Ritratto di Alice Randall Marsh (dopo il 1929)

Nato nel 1872 da un ricco mercante, Marsh si diplomò alla School of the Art Institute of Chicago. Nel 1893 decorò i murali della Fiera Colombiana di Chicago, imparando a utilizzare le tecniche di pittura parietali che prevedono l'uso di un pennello grande.
Si trasferì a Parigi dove, nel 1895, sposò Alice Randall, un'altra ex studentessa della scuola d'arte di Chicago. Dalla loro unione nacquero James e Reginald, che diverranno anch'essi artisti rinomati. Il dipinto di Frederick Dana Marsh Lady in Scarlet, un ritratto a figura intera di sua moglie oggi custodito nel Newark Museum of Art, valse a lui una International Bronze Medal e venne esibito pubblicamente più volte.
Marsh e la sua famiglia tornarono a New York a cavallo tra i due secoli. Si trasferirono a Nutley, nel New Jersey, dove comprarono un'abitazione all'Enclosure, una strada che, decenni prima, era stata occupata da una colonia di artisti fondata da Frank Fowler. Nel 1914 andarono a vivere nella colonia artistica di New Rochelle, nello stato di New York.
Marsh realizzò dei dipinti per clienti facoltosi, così come una serie di murali intitolati Allegories of Industry per la New York Engineering Society Library. Marsh produsse anche alcuni murali su terracotta intitolati Maritime History of the Hudson per l'Hotel McAlpin di Manhattan, rilocati nella metropolitana di New York nel 2000. Durante la prima guerra mondiale, Marsh realizzò dei manifesti patriottici per il dipartimento pubblicitario della marina americana.
Nel 1928 Marsh cessò in via quasi definitiva di operare nel campo dell'arte commerciale. L'anno seguente morirono i suoi genitori, sua moglie e il suo figlio più giovane. Nel 1930 sposò l'artista Mabel Van Alstyne. L'anno successivo andò a vivere a Ormond Beach, in Florida, dove costruì una grande casa sulla spiaggia in stile Streamline Moderno che prendeva il nome di Battleship House (poi demolita), riccamente decorata da murali e rilievi scultorei. Con l'aiuto di sua moglie, Marsh continuò a lavorare come artista in Florida. Tra le opere da lui create in questo periodo si segnalano la statua di Chief Tomokie del Tomoka State Park e quattro sculture raffiguranti delle muse per gli esterni del Peabody Auditorium di Daytona Beach. Per tutto il resto della sua vita, Marsh fece la spola tra Ormond Beach e Woodstock, nello stato di New York.
Marsh morì il 20 dicembre 1961.